# Russell Evans (pastor)
Russell Evans (nació el 23 de septiembre de 1967) es un pastor australiano, hijo del pastor Andrew Evans.  Russell es el fundador y pastor principal de Planetshakers Church y el ministerio, junto con su esposa Samantha Evans.

## Historia
Antes de fundar la iglesia Planetshakers en Melbourne, Australia, el pastor Russell sirvió fielmente bajo el liderazgo de su padre como pastor de jóvenes en la iglesia Paradise en Adelaide, Australia del Sur. Ahora tiene su sede en Melbourne, Australia. La iglesia comenzó cuando la banda y el ministerio se mudaron a Melbourne en 2004. Russell y Sam Evans y tienen más de 21.000 miembros en la iglesia. Actualmente, Planetshakers tiene cinco campus en Melbourne; City, North, North East, South East y Geelong, con cuatro campus internacionales adicionales en Suiza, Singapur, Sudáfrica y Estados Unidos

## Ministerio
Es productor ejecutivo de Planetshakers Ministries International, que es el ministerio de música de la Iglesia Planetshakers. este ministerio de música ha tenido mucho éxito a lo largo de los años con álbumes de Planetshakers y Planetboom (Nacido del ministerio juvenil), que es la "expresión de adoración" de Planetshakers Church e incorpora a todo su equipo de adoración. Cada año, Planetshakers graba su álbum en conferencias anuales en vivo, y las canciones de esta grabación en vivo son cantadas por congregaciones de iglesias de todo el mundo.

## Vida familiar y personal
Russell Evans se casó con Sam en 1992 y juntos tienen dos hijos, Jonathan y Aimee.

## Escrituras
Detalles de los libros escritos por Evans:
- The Honor Key: Unlock a Limitless Life (2014)[17]
- Acceleration Part One: Fire (2020)[7]